# Valls arpitanes del Piemont

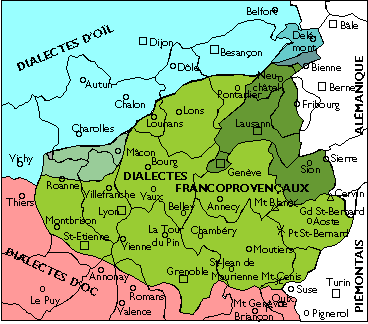
Territori arpità

Les Valls arpitanes del Piemont (francoprovençal Valâdes arpitanes) són unes valls situades al nord-oest del Piemont dins la província de Torí, ocupant un territori de 1.589,06 km² i 65.995 habitants. Lingüísticament, formen part del territori de l'Arpitània. Parlen una variant lingüística semblant a la de la Vall d'Aosta. Les vuit valls, de nord a sud, són:
- Vall Soana (Vâl Soana)
- Vall d'Orco (Vâl d'Orco)
- Valls de Lanzo (Vâlades at Lans):

Val Grande (Vâl Grande)
Vall d'Ala (Vâl d'Ala)
Vall de Viù (Vâl di Viù)
- Vall Cenischia (Vâl Cenischia)
- Vall de Susa (Vâl Susa), la part baixa
- Vall Sangone (Vâl Sangon)

## Geografia
Les valls arpitanes del Piemont ocupen un territori de 1.589,06 km² i 65.995 habitants, d'orografia complexa, a la part occidental dels Alps que formen una cadena de valls paral·leles situades entre les diverses cadenes muntanyoses en direcció est-oest. La comunicació entre les diferents valls és força difícil, i només accessibles des de la Planura Padana des de les Valls Occitanes, que han tingut, però, més relació amb la Vall d'Aosta i França.
D'entre els municipis de les valls cal destacar Pont-Canavese, Corio, Lanzo Torinese, Monastero di Lanzo, que segons la recerca publicada per E. Allasino, C. Ferrier, S. Scamuzzi, T. Telmon Le lingue del Piemonte. Quaderni di ricerca 113, IRES, 2007, s'han declarat francoprovençals per a obtenir els beneficis de la llei 482/99, en realitat són de parla piemontesa, com demostren altres estudis científics i atles lingüístics. També hi ha dubtes sobre la pertinença de Carema i Castagnole Piemonte.

## Municipis francoprovençals del Piemont (46)
| Nom en arpità | Nom en italià       |
| ------------- | ------------------- |
| Ala           | Ala di Stura        |
| La Alpete     | Alpette             |
| Bârmes        | Balme               |
| Burgùn        | Borgone Susa        |
| Bërsoel       | Bruzolo             |
| Busoulin      | Bussoleno           |
| Centuèiri     | Cantoira            |
| Karéma        | Carema              |
| xx            | Castagnole Piemonte |
| Sèress        | Ceres               |
| Cérisoles     | Ceresole Reale      |
| Tchialambèrt  | Chialamberto        |
| Tsanuch       | Chianocco           |
| Cuasöl        | Coassolo Torinese   |
| Couvase       | Coazze              |
| Kundòve       | Condove             |
| Koeri         | Corio               |
| Frasinei      | Frassinetto         |
| Sen German    | Germagnano          |
| Djavën        | Giaveno             |
| Gravere       | Gravere             |
| Gruskavà      | Groscavallo         |
| L'Éngri       | Ingria              |
| Lans          | Lanzo Torinese      |
| Leimia        | Lemie               |
| Lukënna       | Locana              |
| Màtie         | Mattie              |
| Meana         | Meana di Susa       |
| Meisinì       | Mezzenile           |
| Moutier       | Monastero di Lanzo  |
| Frere Cenisio | Moncenisio          |
| Novaska       | Noasca              |
| Nonalésa      | Novalesa            |
| Pisinài       | Pessinetto          |
| Punt          | Pont-Canavese       |
| Ronc          | Ronco Canavese      |
| Rubiana       | Rubiana             |
| Sen Didé      | San Didero          |
| Sparun        | Sparone             |
| Susa          | Susa                |
| Tràves        | Traves              |
| Usei          | Usseglio            |
| Voudjiň       | Valgioie            |
| Vâlprât       | Valprato Soana      |
| Venàus        | Venaus              |
| Vjy           | Viù                 |

## Font
- Minoranze Linguistiche in Italia, Fiorenzo Toso, ed. Il Mulino, 2008, p. 116-122